# Пеліч
Пеліч (рум. Pălici) — село у повіті Бузеу в Румунії. Входить до складу комуни Віперешть.
Село розташоване на відстані 94 км на північ від Бухареста, 29 км на захід від Бузеу, 123 км на захід від Галаца, 80 км на південний схід від Брашова.

## Населення
За даними перепису населення 2002 року у селі проживали 599 осіб. Усі жителі села рідною мовою назвали румунську.
Національний склад населення села:
| Національність | Кількість осіб | Відсоток |
| -------------- | -------------- | -------- |
| румуни         | 593            | 99,0%    |
| цигани         | 6              | 1,0%     |